# Deptford Township
Deptford Township ist ein Township im Gloucester County von New Jersey in den Vereinigten Staaten. Das U.S. Census Bureau ermittelte bei der Volkszählung 2020 eine Einwohnerzahl von 31.977. 
Deptford Township ist Teil der Metropolregion Delaware Valley.

## Geschichte
Deptford wurde erstmals am 1. Juni 1695 gegründet und war zu dieser Zeit als Bethlehem bekannt. Am 21. Februar 1798 wurde Deptford durch ein Gesetz der Legislative von New Jersey als Township gegründet, als eine der ersten 104 Townships des Staates, die unter dem neuen Township Act gebildet wurden. Im Laufe der Jahrhunderte wurden Teile des Townships genommen, um Washington Township (17. Februar 1836), Woodbury Borough (27. März 1854; heute Woodbury City), West Deptford Township (1. März 1871), Wenonah (10. März 1883), Westville (7. April 1914) und Woodbury Heights (6. April 1915) zu gründen.

## Demografie
Laut einer Schätzung von 2019 leben in Deptford Township 30.349 Menschen. Die Bevölkerung teilt sich im selben Jahr auf in 75,4 % Weiße, 12,0 % Afroamerikaner, 0,1 % amerikanische Ureinwohner, 6,2 % Asiaten, 4,2 % mit zwei oder mehr Ethnizitäten. Hispanics oder Latinos aller Ethnien machten 6,4 % der Bevölkerung aus. Das mittlere Haushaltseinkommen lag bei 72.261 US-Dollar und die Armutsquote bei 6,8 %.
| Bevölkerungsentwicklung Bei den Daten handelt es sich um Volkszählungsergebnisse. | Bevölkerungsentwicklung Bei den Daten handelt es sich um Volkszählungsergebnisse. | Bevölkerungsentwicklung Bei den Daten handelt es sich um Volkszählungsergebnisse. | Bevölkerungsentwicklung Bei den Daten handelt es sich um Volkszählungsergebnisse. | Bevölkerungsentwicklung Bei den Daten handelt es sich um Volkszählungsergebnisse. | Bevölkerungsentwicklung Bei den Daten handelt es sich um Volkszählungsergebnisse. | Bevölkerungsentwicklung Bei den Daten handelt es sich um Volkszählungsergebnisse. | Bevölkerungsentwicklung Bei den Daten handelt es sich um Volkszählungsergebnisse. | Bevölkerungsentwicklung Bei den Daten handelt es sich um Volkszählungsergebnisse. | Bevölkerungsentwicklung Bei den Daten handelt es sich um Volkszählungsergebnisse. |  |
| --------------------------------------------------------------------------------- | --------------------------------------------------------------------------------- | --------------------------------------------------------------------------------- | --------------------------------------------------------------------------------- | --------------------------------------------------------------------------------- | --------------------------------------------------------------------------------- | --------------------------------------------------------------------------------- | --------------------------------------------------------------------------------- | --------------------------------------------------------------------------------- | --------------------------------------------------------------------------------- |  |
| Jahr                                                                              | 1940                                                                              | 1950                                                                              | 1960                                                                              | 1970                                                                              | 1980                                                                              | 1990                                                                              | 2000                                                                              | 2010                                                                              | 2020                                                                              |  |
| Einwohner                                                                         | 4.738                                                                             | 7.304                                                                             | 17.878                                                                            | 24.232                                                                            | 23.473                                                                            | 24.137                                                                            | 26.763                                                                            | 30.561                                                                            | 31.977                                                                            |  |